# Hipolit z Teb
Hipolit z Teb (VII wiek) – autor kroniki świata napisanej w latach 650-670. Zachował się spory jej fragment zawierający m.in. genealogiczny rodowód Jezusa Chrystusa, Maryi i Jana Chrzciciela. W 1898 roku F. Diekamp opublikował krytyczne opracowanie tego fragmentu.
Według Hipolita Maria zmarła 11 lat po śmierci Jezusa, tj. ok. 41 roku.